# Такума Асано
Такума Асано (на японски: 浅野 拓磨) е японски футболист, играещ в испанския Майорка и за японския национален отбор.

## Национален отбор
Записал е и 10 мача за националния отбор на Япония.
| Япония | Япония | Япония |
| Година | Мачове | Голове |
| ------ | ------ | ------ |
| 2015   | 3      | 0      |
| 2016   | 7      | 2      |
| Общо   | 36     | 7      |

## Успехи

### Отборни
„Санфрече Хирошима“
- Шампион (2): 2013, 2015
- Суперкупа (1): 2014, 2016
- Младежки шампионат на Азия (1): 2016